# Ángel Pedraza
Ángel Pedraza Lamilla (La Rinconada, 4 ottobre 1962 – Barcellona, 8 gennaio 2011) è stato un allenatore di calcio e calciatore spagnolo, di ruolo centrocampista.

## Carriera
Con il Barcellona vinse una Copa del Rey nel 1988 ed una Coppa di Lega spagnola nel 1986.

## Palmarès

### Giocatore

#### Competizioni nazionali
- Coppa di Spagna: 1

Barcellona: 1987-1988
- Copa de la Liga: 1

Barcellona: 1986